# Форесто Спарсо
Форѐсто Спа̀рсо (на италиански: Foresto Sparso; на ломбардски: Forest, Форест) е община в Северна Италия, провинция Бергамо, регион Ломбардия. Административен център на общината е село Киеза (Chiesa), което е разположено на 346 m надморска височина. Населението на общината е 3108 души (към 2017 г.).